# Balaya
Balaya est une ville et une sous-préfecture de Guinée, rattachée à la préfecture de Lélouma et la région de Labé.
Le chef lieu de la sous-préfecture est Ballaya.

## Population
En 2016, le nombre d'habitants est estimé à 10 922, à partir d'une extrapolation officielle du recensement de 2014 qui en avait dénombré 10 212.